# Yang Senlian
Yang Senlian (ch.: 杨森莲, * 1990) ist eine chinesische Ringerin. Sie ist dreifache Asienmeisterin in den Gewichtsklassen bis 55 beziehungsweise bis 59 Kilogramm. 

## Werdegang
Yang Senlian begann als Jugendliche im Jahre 2000 mit dem Ringen. Seit dieser Zeit wird sie hauptsächlich von Wei Chenyang trainiert. Sie gehört dem Ringerteam der Provinz Guang Xi an. Bei einer Größe von 1,62 Metern ringt sie in der Gewichtsklasse bis 55 Kilogramm, weicht aber manchmal auch in die Gewichtsklasse bis 59 Kilogramm aus.
Im Jahre 2007 wurde sie im Alter von 17 Jahren erstmals bei einer Asienmeisterschaft eingesetzt. Dabei siegte sie in Bischkek in der Gewichtsklasse bis 59 kg vor Dordschiin Narmandach aus der Mongolei und Kei Yamana aus Japan und wurde damit zum ersten Mal asiatische Meisterin. Danach kam sie bis zum Jahre 2010 bei keiner weiteren internationalen Meisterschaft mehr zum Einsatz. Im Mai 2010 gewann sie dann in New Delhi in der Gewichtsklasse bis 55 Kilogramm vor Chikako Matsukawa aus Japan ihren zweiten Asienmeistertitel. In diesem Jahre wurde sie auch bei der Weltmeisterschaft in Moskau in der gleichen Gewichtsklasse eingesetzt. Sie verlor dort aber gleich ihren ersten Kampf gegen Jill Gallays aus Kanada. Dabei überraschte vor allem ihre hohe Niederlage mit 2:11 Punkten, was zur Folge hatte, dass sie bei dieser Weltmeisterschaft nur den 18. Platz belegte.
2012 kam Yang Senlian bei der Asienmeisterschaft in Gumi in der Gewichtsklasse bis 59 Kilogramm hinter Kayoko Shimada aus Japan auf den 2. Platz. Dabei ließ sie so starke Ringerinnen wie Aiym Abdildina aus Kasachstan und Enchbajaryn Tsewegmid aus der Mongolei hinter sich. Im Mai 2012 war sie in Helsinki beim letzten Qualifikationsturnier für die Olympischen Spiele in London in der Gewichtsklasse bis 55 Kilogramm am Start. Sie war auf dem  besten Wege, sich für diese Spiele zu qualifizieren, verlor dann aber ihren letzten Kampf gegen die bis dato unbekannte Brasilianerin Joice Souza da Silva und rutschte dadurch auf den 3. Platz ab. Der 2. Platz hätte für die Olympiaqualifikation ausgereicht.
2013 gewann Yang Senlian bei den Asienmeisterschaften in New Delhi in der Gewichtsklasse bis 55 Kilogramm dann ihren dritten Meistertitel vor Kanako Murata, Japan, Han Kum-Ok, Nordkorea und Babita Kumari aus Indien.

## Internationale Erfolge
| Jahr | Platz | Wettbewerb                            | Gewichtsklasse | Ergebnisse                                                                                       |
| 2007 | 1.    | Asienmeisterschaft in Bischkek        | bis 59 kg      | vor Dordschiin Narmandach, Mongolei, Kei Yamana, Japan und Lee So-na, Südkorea                   |
| 2010 | 7.    | Welt-Cup in Nanjing                   | bis 55 kg      | Siegerin: Chikako Matsukawa, Japan vor Tatjana Padilla Suarez, USA                               |
| 2010 | 1.    | Asienmeisterschaft in New Delhi       | bis 55 kg      | vor Chikako Matsukawa, Choe Hung-Yong, Nordkorea und Sündewiin Bjambatseren, Mongolei            |
| 2010 | 18.   | WM in Moskau                          | bis 55 kg      | nach einer Niederlage gegen Jill Gallays, Kanada                                                 |
| 2011 | 3.    | Großer Preis von Tourcoing            | bis 55 kg      | hinter Tatjana Padilla und Brittanee Laverdure, Kanada                                           |
| 2011 | 2.    | Welt-Cup in Lievin                    | bis 55 kg      | hinter Chikako Matsukawa, vor Anna Gomis, Frankreich und Helen Maroulis, USA                     |
| 2012 | 2.    | Asienmeisterschaft in Gumi/Südkorea   | bis 55 kg      | hinter Kayoko Shimada, Japan, vor Aiym Abdildina, Kasachstan und Enchbajaryn Tsewegmid, Mongolei |
| 2012 | 3.    | Olympia-Qualif.-Turnier in Helsinki   | bis 55 kg      | hinter Jackeline Rentería Castillo, Kolumbien und Joice Souza da Silva, Brasilien                |
| 2012 | 3.    | Universitäten-WM in Kourtane/Finnland | bis 55 kg      | hinter Irina Husjak, Ukraine und Mariana Esanu, Moldawien                                        |
| 2013 | 1.    | Asienmeisterschaft in New Delhi       | bis 55 kg      | vor Kanako Murata, Japan, Han Kum-Ok, Nordkorea und Babita Kumari, Indien                        |

Erläuterungen
- alle Wettkämpfe im freien Stil
- WM = Weltmeisterschaft